# Leichtathletik-Weltmeisterschaften 2017/Teilnehmer (Jamaika)
| Gelbes Symbol für Goldmedaillen mit stilisierten Olympischen Ringen | Graues Symbol für Silbermedaillen mit stilisierten Olympischen Ringen | Braundes Symbol für Bronzemedaillen mit stilisierten Olympischen Ringen |
| ------------------------------------------------------------------- | --------------------------------------------------------------------- | ----------------------------------------------------------------------- |
| 1                                                                   | —                                                                     | 3                                                                       |

Von Jamaika wurden 33 Athletinnen und 21 Athleten für die Leichtathletik-Weltmeisterschaften 2017 in London nominiert.

## Ergebnisse

### Frauen

#### Laufdisziplinen
| Athletin | Disziplin        | Vorlauf        | Vorlauf | Halbfinale         | Halbfinale         | Finale             | Finale             |
| Athletin | Disziplin        | Zeit           | Platz   | Zeit               | Platz              | Zeit               | Platz              |
| --- | ---------------- | -------------- | ------- | ------------------ | ------------------ | ------------------ | ------------------ |
| Simone Facey | 100 m            | 11,29 s        | 21      | 11,23 s            | 17                 | nicht qualifiziert | nicht qualifiziert |
| Jura Levy | 100 m            | 11,09 s        | 8       | 11,19 s            | 15                 | nicht qualifiziert | nicht qualifiziert |
| Natasha Morrison | 100 m            | 11,21 s        | 15      | 11,15 s            | 12                 | nicht qualifiziert | nicht qualifiziert |
| Elaine Thompson | 100 m            | 11,05 s        | 5       | 10,84 s            | 1                  | 10,98 s            | 5                  |
| Simone Facey | 200 m            | 22,98 s        | 9       | 23,01 s            | 11                 | nicht qualifiziert | nicht qualifiziert |
| Sashalee Forbes | 200 m            | 23,26 s        | 18      | 23,09 s            | 13                 | nicht qualifiziert | nicht qualifiziert |
| Jodean Williams | 200 m            | 23,38 s        | 22      | 23,32 s            | 20                 | nicht qualifiziert | nicht qualifiziert |
| Chrisann Gordon | 400 m            | 51,14 s        | 6       | 50,87 s            | 10                 | nicht qualifiziert | nicht qualifiziert |
| Shericka Jackson | 400 m            | 51,26 s        | 7       | 50,70 s            | 8                  | 50,76 s            | 5                  |
| Stephenie Ann McPherson | 400 m            | 51,27 s        | 8       | 50,56 s            | 5                  | 50,86 s            | 6                  |
| Novlene Williams-Mills | 400 m            | 51,00 s        | 4       | 50,67 s            | 7                  | 51,48 s            | 8                  |
| Natoya Goule | 800 m            | 2:01,77 min    | 22      | nicht qualifiziert | nicht qualifiziert | nicht qualifiziert | nicht qualifiziert |
| Kimarra McDonald | 800 m            | 2:09,19 min    | 44      | nicht qualifiziert | nicht qualifiziert | nicht qualifiziert | nicht qualifiziert |
| Aisha Praught-Leer | 3000 m Hindernis | 9:26,37 min    | 5       |                    |                    | DSQ                | –––                |
| Rushelle Burton | 100 m Hürden     | 12,94 s        | 12      | 12,94 s            | 12                 | nicht qualifiziert | nicht qualifiziert |
| Megan Simmonds | 100 m Hürden     | 12,78 s        | 5       | 12,93 s            | 11                 | nicht qualifiziert | nicht qualifiziert |
| Yanique Thompson | 100 m Hürden     | 12,88 s        | 9       | 12,88 s            | 10                 | nicht qualifiziert | nicht qualifiziert |
| Danielle Williams | 100 m Hürden     | 12,66 s        | 2       | 13,14 s            | 18                 | nicht qualifiziert | nicht qualifiziert |
| Leah Nugent | 400 m Hürden     | 56,16 s        | 17      | 56,19 s            | 14                 | nicht qualifiziert | nicht qualifiziert |
| Ristananna Tracey | 400 m Hürden     | 54,92 s        | 2       | 54,79 s            | 2                  | 53,74 s PB         | Bronze             |
| Ronda Whyte | 400 m Hürden     | 55,18 s        | 7       | DSQ                | –––                | –––                | –––                |
| Simone Facey Sashalee Forbes Jura Levy Natasha Morrison Elaine Thompson Christania Williams                                 | 4 × 100 m        | 42,50 s        | 5       |                    |                    | 42,19 s SB         | Bronze             |
| Chrisann Gordon Shericka Jackson Anastasia Le-Roy Anneisha McLaughlin-Whilby Stephenie Ann McPherson Novlene Williams-Mills | 4 × 400 m        | 3:23,64 min SB | 2       |                    |                    | DNF                | –––                |

#### Sprung/Wurf
| Athletin            | Disziplin   | Qualifikation | Qualifikation | Finale             | Finale             |
| Athletin            | Disziplin   | Weite/Höhe    | Platz         | Weite/Höhe         | Platz              |
| ------------------- | ----------- | ------------- | ------------- | ------------------ | ------------------ |
| Shanieka Ricketts   | Dreisprung  | 14,21 m       | 6             | 14,13 m            | 8                  |
| Kimberly Williams   | Dreisprung  | 14,14 m       | 9             | 14,01 m            | 10                 |
| Gleneve Grange      | Kugelstoßen | 15,96 m       | 29            | nicht qualifiziert | nicht qualifiziert |
| Danniel Thomas-Dodd | Kugelstoßen | 18,42 m       | 5             | 18,91 m            | 4                  |
| Tara-Sue Barnett    | Diskuswurf  | NMW           | –––           | –––                | –––                |
| Kellion Knibb       | Diskuswurf  | 56,73 m       | 23            | nicht qualifiziert | nicht qualifiziert |
| Shadae Lawrence     | Diskuswurf  | 59,25 m       | 15            | nicht qualifiziert | nicht qualifiziert |

### Männer

#### Laufdisziplinen
| Athlet                                                                           | Disziplin    | Vorlauf        | Vorlauf | Halbfinale         | Halbfinale         | Finale             | Finale             |
| Athlet                                                                           | Disziplin    | Zeit           | Platz   | Zeit               | Platz              | Zeit               | Platz              |
| -------------------------------------------------------------------------------- | ------------ | -------------- | ------- | ------------------ | ------------------ | ------------------ | ------------------ |
| Yohan Blake                                                                      | 100 m        | 10,13 s        | 12      | 10,04 s            | 3                  | 9,99 s             | 4                  |
| Usain Bolt                                                                       | 100 m        | 10,07 s        | 8       | 9,98 s             | 2                  | 9,95 s SB          | Bronze             |
| Julian Forte                                                                     | 100 m        | 9,99 s PB      | 1       | 10,13 s            | 11                 | nicht qualifiziert | nicht qualifiziert |
| Senoj-Jay Givans                                                                 | 100 m        | 10,30 s        | 31      | nicht qualifiziert | nicht qualifiziert | nicht qualifiziert | nicht qualifiziert |
| Yohan Blake                                                                      | 200 m        | 20,39 s        | 12      | 20,52 s            | 11                 | nicht qualifiziert | nicht qualifiziert |
| Rasheed Dwyer                                                                    | 200 m        | 20,49 s        | 18      | 20,69 s            | 20                 | nicht qualifiziert | nicht qualifiziert |
| Warren Weir                                                                      | 200 m        | 20,60 s        | 27      | nicht qualifiziert | nicht qualifiziert | nicht qualifiziert | nicht qualifiziert |
| Nathon Allen                                                                     | 400 m        | 44,91 s        | 4       | 44,19 s PB         | 2                  | 44,88 s            | 5                  |
| Demish Gaye                                                                      | 400 m        | 44,92 s        | 7       | 44,55 s PB         | 7                  | 45,04 s            | 6                  |
| Steven Gayle                                                                     | 400 m        | DSQ            | –––     | –––                | –––                | –––                | –––                |
| Kemoy Campbell                                                                   | 5000 m       | 13:26,67 min   | 9       |                    |                    | 13:39,74 min       | 10                 |
| Ronald Levy                                                                      | 110 m Hürden | DNF            | –––     | –––                | –––                | –––                | –––                |
| Omar McLeod                                                                      | 110 m Hürden | 13,23 s        | 2       | 13,10 s            | 1                  | 13,04 s            | Gold               |
| Hansle Parchment                                                                 | 110 m Hürden | 13,42 s        | 13      | 13,27 s            | 8                  | 13,37 s            | 8                  |
| Ricardo Cunningham                                                               | 400 m Hürden | 49,91 s        | 21      | 50,54 s            | 20                 | nicht qualifiziert | nicht qualifiziert |
| Jaheel Hyde                                                                      | 400 m Hürden | 49,72 s        | 16      | 49,75 s            | 12                 | nicht qualifiziert | nicht qualifiziert |
| Kemar Mowatt                                                                     | 400 m Hürden | 50,00 s        | 22      | 48,66 s            | 4                  | 48,99 s            | 4                  |
| Yohan Blake Usain Bolt Micheal Campbell Julian Forte Omar McLeod Tyquendo Tracey | 4 × 100 m    | 37,95 s SB     | 3       |                    |                    | DNF                | –––                |
| Steven Gayle Peter Matthews Rusheen McDonald\| Jamari Rose                       | 4 × 400 m    | 3:01,98 min SB | 9       |                    |                    | nicht qualifiziert | nicht qualifiziert |

#### Sprung/Wurf
| Athlet           | Disziplin   | Qualifikation | Qualifikation | Finale             | Finale             |
| Athlet           | Disziplin   | Weite/Höhe    | Platz         | Weite/Höhe         | Platz              |
| ---------------- | ----------- | ------------- | ------------- | ------------------ | ------------------ |
| Ramone Bailey    | Weitsprung  | 7,76 m        | 21            | nicht qualifiziert | nicht qualifiziert |
| Damar Forbes     | Weitsprung  | 7,93 m        | 10            | 7,91 m             | 12                 |
| Clive Pullen     | Dreisprung  | 15,61 m       | 30            | nicht qualifiziert | nicht qualifiziert |
| O’Dayne Richards | Kugelstoßen | 19,95 m       | 19            | nicht qualifiziert | nicht qualifiziert |
| Fedrick Dacres   | Diskuswurf  | 64,82 m       | 5             | 65,83 m            | 4                  |
| Traves Smikle    | Diskuswurf  | 63,23 m       | 12            | 64,04 m            | 8                  |